# Phonhong
Phonhong (tiếng Lào: ໂພນໂຮງ), còn viết là Phon Hong hay Phôn Hông, là một thành phố cấp huyện (muang, mường) thuộc tỉnh Viêng Chăn ở trung Lào, và là tỉnh lỵ của tỉnh này .